# Hưng Thạnh (phường)
Hưng Thạnh là một phường thuộc quận Cái Răng, thành phố Cần Thơ, Việt Nam.

## Địa lý
Phường Hưng Thạnh có vị trí địa lý:
- Phía đông giáp các phường Phú Thứ và Hưng Phú
- Phía tây giáp quận Ninh Kiều và các phường Thường Thạnh, Lê Bình
- Phía nam giáp các phường Thường Thạnh và Phú Thứ
- Phía bắc giáp phường Hưng Phú.

Phường có diện tích 8,67 km², dân số năm 2004 là 8.249 người, mật độ dân số đạt 951 người/km².

## Lịch sử
Trước đây, Hưng Thạnh là một xã thuộc thành phố Cần Thơ, tỉnh Cần Thơ cũ, được thành lập vào ngày 21 tháng 4 năm 1979 trên cơ sở một phần diện tích và dân số của phường Thạnh Phú cũ.
Ngày 2 tháng 1 năm 2004, Chính phủ ban hành Nghị định 05/2004/NĐ-CP. Theo đó, chuyển xã Hưng Thạnh về quận Cái Răng mới thành lập và thành lập phường Hưng Thạnh trên cơ sở toàn bộ 867,15 ha diện tích tự nhiên và 8.249 người của xã Hưng Thạnh.